# Gekko thakhekensis
Espèce
Gekko thakhekensis est une espèce de geckos de la famille des Gekkonidae.

## Répartition
Cette espèce est endémique de la province de Khammouane au Laos.

## Description
Gekko thakhekensis mesure de 67,6 à 79,2 mm sans la queue.

## Étymologie
Son nom d'espèce, composé de thakhek et du suffixe latin -ensis, « qui vit dans, qui habite », lui a été donné en référence au lieu de sa découverte, Thakhek.

## Publication originale
- Luu, Calame, Nguyen, Le, Bonkowski & Ziegler, 2014 : A new species of the Gekko japonicus group (Squamata: Gekkonidae) from central Laos. Zootaxa, no 3895 (1), p. 73–88.